# Polonkî, Prîlukî
Polonkî (în ucraineană Полонки) este un sat în comuna Udaiți din raionul Prîlukî, regiunea Cernihiv, Ucraina.

## Demografie
Componența lingvistică a localității Polonkî
     Ucraineană (95,87%)
     Rusă (3,83%)
     Alte limbi (0,29%)
Conform recensământului din 2001, majoritatea populației localității Polonkî era vorbitoare de ucraineană (95,87%), existând în minoritate și vorbitori de rusă (3,83%).